# Rémy Corazza
Rémy Corazza est un ténor français, né le 16 avril 1933 à Revin (Ardennes). Il a chanté sur les plus grandes scènes françaises et internationales.